# Finländska mästerskapet i fotboll 1925
Finländska mästerskapet i fotboll 1925 vanns av HJK Helsingfors.

## Finalomgång

### Semifinaler
| TPS             | Sudet Viborg   | 4-3 |     |
| HJK Helsingfors | Kronohagens IF | 2-2 | 4-0 |

### Final
| HJK Helsingfors | TPS | 3-2 |

- HJK Helsingfors finländska mästare i fotboll 1925.